# غورنيك زابجه
غورنيك زابجه (بالبولندية: Górnik Zabrze)‏ (
تُلفظ بالبولندية: ‎[ˈɡurɲiɡ ˈzabʐɛ]‏) هو نادي كرة قدم بولندي مقره في مدينة زابجه. فاز الفريق بالعديد من البطولات المحلية، وكان القوة المهيمنة في الستينات والثمانينات. والآن يعتبر غورنيك زابجه أكثر الاندية البولندية تتويجاً بالألقاب. يلعب النادي مبارياته على ملعب إرنست بوهل الذي يتسع لـ 10,000 متفرج.
يُعتبر أحد أكثر أندية كرة القدم البولندية نجاحًا في التاريخ، حيث فاز بمعظم ألقاب البطولة البولندية إلى جانب ليغيا وارسو وروش تشورزو. يحمل غورنيك الرقم القياسي للفوز بألقاب البطولة البولندية المتتالية برصيد 5 بطولات، وألقاب الكأس البولندية 5 بطولات، وكان النادي وصيف كأس الكؤوس في موسم 1969-1970.
يلعب النادي بتشيرت يحمل اللون الأبيض أو الأزرق والأحمر الداكن، ويقع مقره في ملعب إرنست بول. منافسهم المحلي الرئيسي هو رتش شوروزو.

## التاريخ

### السنوات الأولى
تأسس النادي في عام 1948 بعد ثلاث سنوات من تحريك الحدود البولندية غربًا، وأصبحت مدينة زابجه جزءًا من الجمهورية البولندية. تم تصميم غورنيك على غرار العديد من الجمعيات الرياضية الأصغر، التي كانت موجودة في زابجه بين عامي 1945 و1948. النوادي هي KS Zjednoczenie وKS Pogoń وKS Skra وKS Concordia. اندمجت النوادي في نادي واحدة، أخذت اسم غورنيك، وهي الكلمة البولندية لـ «عامل منجم»، مما يعكس حقيقة أن زابجه كان مركزًا مهمًا لتعدين الفحم.
انضم غورنيك إلى الدوري الإقليمي لأوبول سيليزيا في عام 1950، رقي النادي إلى الدرجة الثانية البولندية في عام 1952. كانت مباراتهم الأولى في الدرجة الثانية ضد Skra Częstochowa ، وشهدت حضور 20000 مشجع، وفاز غورنيك بنتيجة 5-1. كان الموسم بأكمله ناجحًا للغاية، وأنهى غورنيك في المركز الثاني في الترتيب العام خلف نادي Górnik Wałbrzych .
رقي النادي إلى دوري الدرجة الأولى في عام 1955، تغلب غورنيك في مباراتهم الأولى على منافسهم المحلي روخ تشورزو 3-1 بحضور 25000 شخص. أنهى النادي الموسم في المركز السادس.

### النجاحات الأولى
فاز غورنيك بأول بطولة له في بولندا بعد عام واحد فقط من الترقية في عام 1957. احتل الفريق مع النجم إرنست بول المركز الثالث في عام 1958، واستعاد التاج في عامي 1959 و1961 مع لاعبين مثل ستانيسلاف أوسليزلو وهوبرت كوستكا. ظهر غورنيك لأول مرة في الكؤوس الأوروبية في عام 1961، وخسر في الجولة الأولى أمام توتنهام هوتسبر .

### السنوات الذهبية

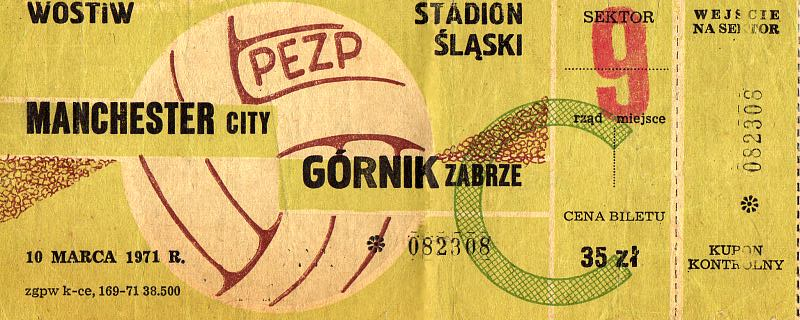
تذكرة لمباراة ضد مانشستر سيتي في كأس الكؤوس الأوروبية 1969–70

فاز بالبطولة التالية في عام 1963، وكانت بداية سلسلة غير عادية، فحصل على خمسة ألقاب متتالية (1963، و1964، و1965، و1966، و1967)، وهو رقم قياسي بولندي.
أكبر نجاح لغورنيك في كرة القدم الأوروبية حدث في عام 1970 (على الرغم من أن الفريق في بولندا كان في المركز الثاني بعد ليغيا وارسو)، تغلب غورنيك في كأس الكؤوس الأوروبية على جميع خصومه مثل أولمبياكوس ورينجرز وليفسكي صوفيا وروما، ووصل إلى النهائي الذي أقيم في فيينا. وقابل مانشستر سيتي، وتبين ان مانشستر هو الفريق الأفضل، ففاز بنتيجة 2-1. لعب غورنيك في الموسم التالي مرة أخرى مع مانشستر سيتي في تكرار لنهائي 1970، لكن هذه المرة في دور الربع النهائي.

### أواخر السبعينيات وأوائل الثمانينيات
تدهور شكل غورنيك خلال منتصف السبعينيات، وهبط الفريق إلى الدرجة الثانية في أواخر ربيع عام 1978، ولكن عاد لصعود بعد عام واحد. احتل فريق زابجه المركز السادس في موسم 1979-80. احتل غورنيك المركز الرابع في عام 1984، بعد شراء مجموعة من اللاعبين الموهوبين مثل (Ryszard Komornicki، والديمار ماتيسيك، وEugeniusz Cebratو، Andrzej Zgutczyński ، وتاديوس دولني ، وأندرزج بالاز)، مما كان علامة على أوقات أفضل.

### أواخر الثمانينيات حتى الآن

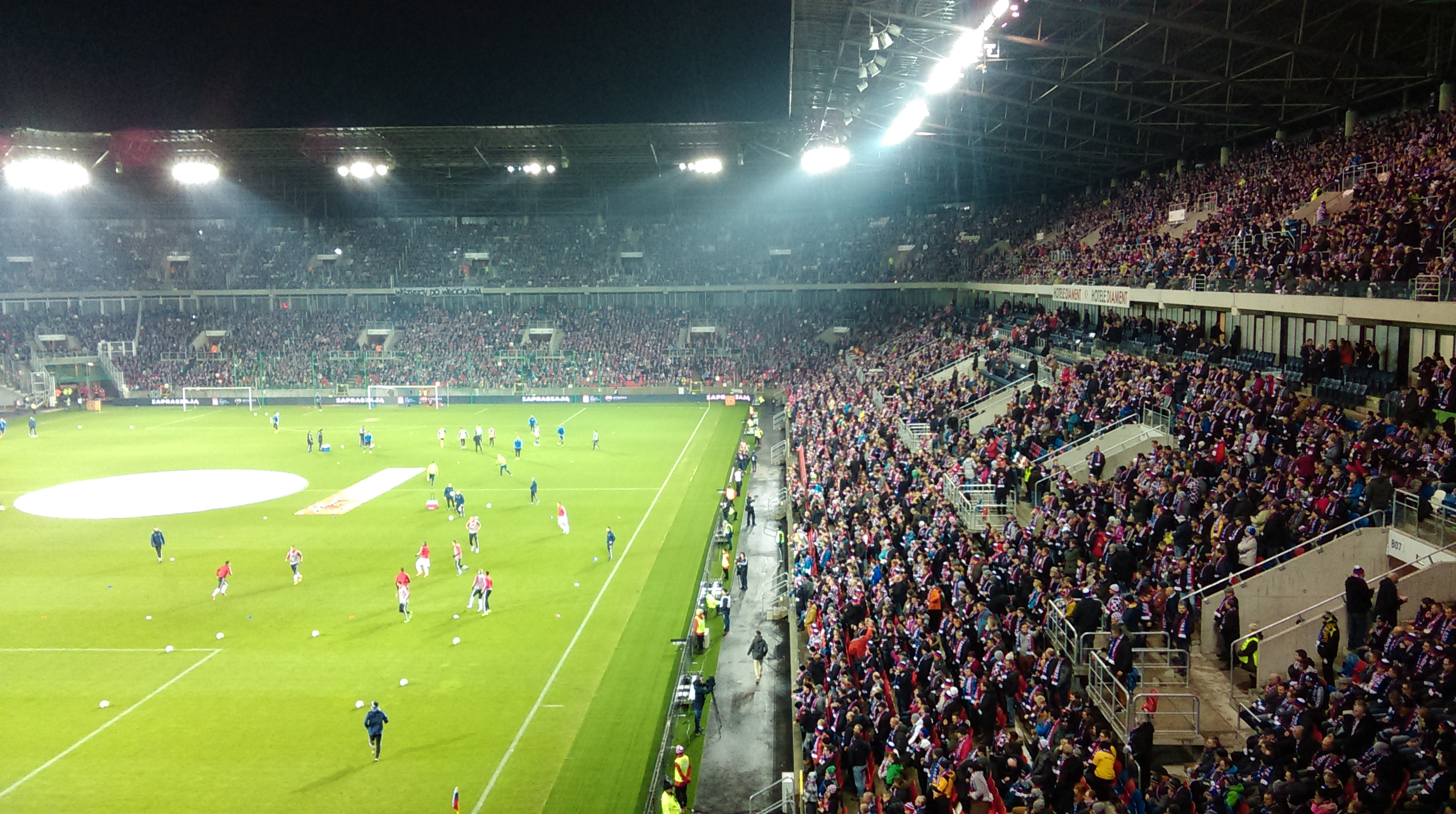
ملعب إرنست بول

شهد غورنيك مرة أخرى سلسلة رائعة من النتائج بين عامي 1985 و1988، فحصل علي أربع بطولات متتالية. لعب فريق زابجه أيضًا ضد القوى الأوروبية الشهيرة أمثل بايرن ميونيخ وأندرلخت وهامبورجير إس في ويوفنتوس وريال مدريد.
تنافس غورنيك في عام 1994 مرة أخرى على اللقب، وكان يملك لاعبين مثل جيرزي برزوتشيك وجرجيجورز ميلكارسكي ‏ وتوماس وايدوتش ، وكانت الآمال كبير قبل الجولة الأخيرة من الدوري، وكان الترتيب في قمة الجدول: ليجيا 47 نقطة، وغورنيك 45 نقطة. وكان الفريقين سيواجهان بعضهما البعض في وارسو، كان لا يزال لدى غورنيك فرصة للفوز باللقب، لكن المباراة انتهت بالتعادل 1-1 مما أعطى ليجيا اللقب. كانت النتيجة 0-1 تعني ذهاب القب غورنيك، ولكن ليجيا سجل الهدف الذي أعطاها اللقب، وكان حكم المباراة السيد Redzinski، الذي طرد واحدًا تلو الآخر من فريق غورنيك، وكان على غورنيك إنهاء المباراة بـ 8 لاعبين فقط ضد 11 لاعبًا من ليجيا. كانت آخر مباراة في مسيرة Redzinski.

## الإنجازات
- تاريخ غورنيك زابجة في الدوري البولندي الممتاز.الدوري البولندي الممتاز

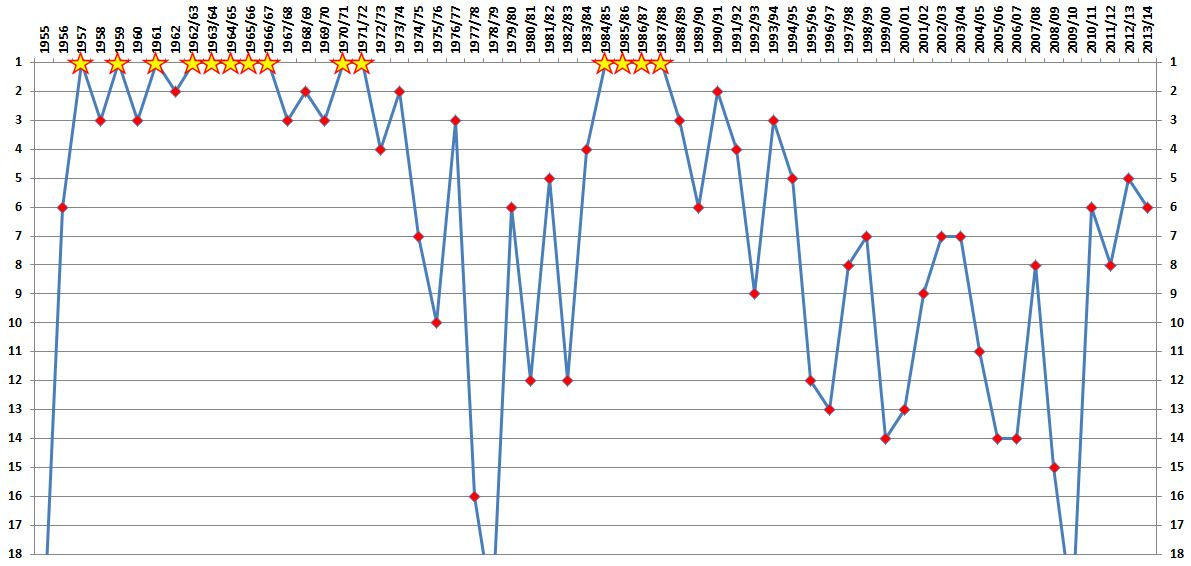
تاريخ غورنيك زابجة في الدوري البولندي الممتاز.

  - البطل (14): 1957، 1959، 1961، 1962–63، 1963–64، 1964–65، 1965–66، 1966–67، 1970–71، 1971–72، 1984–85، 1985–86، 1986–87، 1987–88 (رقم قياسي)
- كأس بولندا
  - البطل (6): 1964–65، 1967–68، 1968–69، 1969–70، 1970–71، 1971–72.
  - الوصيف (7): 1955–56، 1956–57، 1961–62، 1965–66، 1985–86، 1991–92، 2000–01
- كأس السوبر البولندي
  - البطل: 1988
- كأس اوروبا
  - ربع النهائي: 1967–68
- كأس الكؤوس الأوروبية
  - الوصيف: 1969-70

## الروابط خارجية
- الموقع الرسمي
 باللغة البولندية
- Fansite باللغة البولندية
- منتدى المعجبين باللغة البولندية